# Nikola Stensen
Nicolaus Steno (dan. Niels Stensen; lat. Nicolaus Stenonis; Kopenhagen, 10. siječnja 1638. — 25. studenog 1686.), danski katolički biskup, liječnik i prirodoznanac, pionir u anatomiji i geologiji. Katolička crkva proglasila ga je je blaženim 1988.

## Životopis
Steno je rođen u Kopenhagenu, u kojem je završio studij, kasnije je krenuo na putovanje po Europi kojom je putovao do smrti.

## Znanstveni rad
Steno je najprije studirao anatomiju, u početku se fokusirajući na muskulatorni sustav i na prirodu mišićnih kontrakcija. Rabeći geometriju pokazao je da kontrakcijom mišić mijenja svoj oblik ali ne i zapreminu.

## Doprinosi paleontologiji i geologiji
On je proučavajući glavu morskog psa 1667. primijetio nevjerojatnu sličnost zuba s nekim kamenim objektima (okamenjeni, zarobljeni u stijeni) koji su nađeni u formaciji stijena. Od tada je zastupao motrište da su ti kameni objekti nekada bili zubi morskoga psa iz antičkog doba, koji su bili zakopani u blatu ili pijesku na dnu mora, a onda se na suhom oblikovala stijena. Postojala je razlika između okamenjenih zuba i zuba suvremenih morskih pasa ali je Steno branio svoju teoriju stavom da se kemijski sastav fosila može promijeniti bez promjene oblika.
Radeći na ovome došao je do sljedećeg pitanja: kako se neki čvrsti objekt može naći unutar nekog drugog čvrstog objekta, kao što je stijena ili geološki sloj?
Svoja geološka otkrića objavio je u "De solido intra solidum naturaliter contento dissertationis prodromus", ili "Preliminarna rasprava disertaciji o čvrstim tijelima koja se prirodno javljaju unutar drugih čvrstih tijela" 1669. Steno nije bio prvi koji je prepoznao da su fosili nekada bili živi organizmi; njegovi suvremenici Robert Hooke i John Ray su se također sporili jesu li fosili ostatci nekadašnjih živih organizama.